# 2018년 FIFA 월드컵 C조

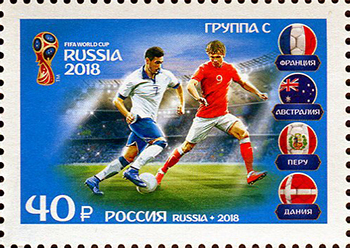
2018 postage stamp from Russia depicting Group C of the 2018 FIFA World Cup group stage.

2018년 FIFA 월드컵 C조는 2018년 6월 16일부터 2018년 6월 26일까지 진행되었다. C조는 프랑스, 오스트레일리아, 페루, 덴마크로 구성되었다. 4개의 팀들 중 상위 2개의 팀이 16강전에 진출한다.

## 팀
| 시드 배정 | 팀             | 연맹     | 출전 방식                                | 참가 확정 날짜   | 출전 횟수 | 마지막 출전 | 최고 순위        | FIFA 랭킹   | FIFA 랭킹  |
| 시드 배정 | 팀             | 연맹     | 출전 방식                                | 참가 확정 날짜   | 출전 횟수 | 마지막 출전 | 최고 순위        | 2017년 10월 | 2018년 6월 |
| --------- | -------------- | -------- | ---------------------------------------- | ---------------- | --------- | ----------- | ---------------- | ----------- | ---------- |
| C1        | 프랑스         | UEFA     | 유럽 예선 A조 1위                        | 2017년 10월 10일 | 15회      | 2014년      | 우승 (1998)      | 7위         | 7위        |
| C2        | 오스트레일리아 | AFC      | 북중미 - 아시아 대륙간 플레이오프 승리   | 2017년 11월 15일 | 5회       | 2014년      | 16강 (2006)      | 43위        | 36위       |
| C3        | 페루           | CONMEBOL | 오세아니아 - 남미 대륙간 플레이오프 승리 | 2017년 11월 15일 | 5회       | 1982년      | 8강 (1970, 1978) | 10위        | 11위       |
| C4        | 덴마크         | UEFA     | 유럽 플레이오프 승자                     | 2017년 11월 14일 | 5회       | 2010년      | 8강 (1998)       | 19위        | 12위       |

참고
1. ↑  2017년 10월 랭킹은 본선 조편성에 반영되었다.

## 순위
| 순위 | 팀             | 경기 | 승 | 무 | 패 | 득 | 실 | 차 | 승점 |
| ---- | -------------- | ---- | -- | -- | -- | -- | -- | -- | ---- |
| 1    | 프랑스         | 3    | 2  | 1  | 0  | 3  | 1  | +2 | 7    |
| 2    | 덴마크         | 3    | 1  | 2  | 0  | 2  | 1  | +1 | 5    |
| 3    | 페루           | 3    | 1  | 0  | 2  | 2  | 2  | 0  | 3    |
| 4    | 오스트레일리아 | 3    | 0  | 1  | 2  | 2  | 5  | −3 | 1    |

출처: FIFA

## 경기
모든 시간대는 현지 시간을 따른다.

### 프랑스 vs 오스트레일리아
두 팀은 이전의 네 경기에서 만났는데, 가장 최근에 열린 2013년 친선 경기에서는 프랑스가 6 – 0으로 이겼다.
전반전이 종료된 후, 안드레스 쿠냐 주심이 처음에는 프랑스의 페널티킥을 인정하지 않았지만, VAR의 판정을 내린 후 조슈아 리스던이 앙투안 그리즈만을 태클한 파울에 대해 프랑스의 페널티킥을 선언했다. 4분 후 사뮈엘 움티티가 박스 안에서 손에 공을 맞아 주심이 핸드폴 파울로 페널티킥을 선언하였고, 오스트레일리아의 미드필더이자 주장인 밀레 예디나크가 페널티킥으로 골을 넣었다. 폴 포그바가 찬 공이 골대 안 골라인 안에 들어가 득점으로 인정되었고 이 과정에서 오스트레일리아의 아지즈 베히치의 발에 맞고 들어갔다.
프랑스와 오스트레일리아의 경기에서 기록된 두 페널티 선언은 겨우 4분 7초 차이로, 월드컵 경기에서 다른 팀에 의해 부여된 두 페널티킥 사이 중 가장 짧은 시간이었다. 대니얼 아르자니는 오스트레일리아에서 월드컵에 출전한 최연소 선수가 되었다. 19세 178일의 나이에 킬리안 음바페는 월드컵에서 프랑스를 위해 활약한 최연소 선수가 되었다. 그는 1982년 스페인에서 20세 118일을 뛰었던 브뤼노 벨론의 기록을 깼다.
| 프랑스                                        | 2 – 1  | 오스트레일리아          |
| --------------------------------------------- | ------ | ----------------------- |
| 그리즈만 58′ (페널티골) · 베히치 81′ (자책골) | 리포트 | 예디나크 62′ (페널티골) |

| 프랑스 | 오스트레일리아 |

| GK          | 1  | 위고 요리스 (주장) |     |     |
| RB          | 2  | 벵자맹 파바르      |     |     |
| CB          | 4  | 라파엘 바란        |     |     |
| CB          | 5  | 사뮈엘 움티티      |     |     |
| LB          | 21 | 루카스 에르난데스  |     |     |
| CM          | 12 | 코랑탱 톨리소      | 76′ | 78′ |
| CM          | 13 | 은골로 캉테        |     |     |
| CM          | 6  | 폴 포그바          |     |     |
| RF          | 11 | 우스만 뎀벨레      |     | 70′ |
| CF          | 10 | 킬리안 음바페      |     |     |
| LF          | 7  | 앙투안 그리즈만    |     | 70′ |
| 교체 선수:  |    |                    |     |     |
| FW          | 9  | 올리비에 지루      |     | 70′ |
| FW          | 18 | 나빌 페키르        |     | 70′ |
| MF          | 14 | 블레즈 마튀이디    |     | 78′ |
| 감독:       |    |                    |     |     |
| 디디에 데샹 |    |                    |     |     |

| GK                   | 1  | 매슈 라이언          |     |     |
| RB                   | 19 | 조시 리즈던          | 57′ |     |
| CB                   | 5  | 마크 밀리건          |     |     |
| CB                   | 20 | 트렌트 세인스버리    |     |     |
| LB                   | 16 | 아지즈 베히치        | 87′ |     |
| CM                   | 15 | 밀레 예디나크 (주장) |     |     |
| CM                   | 13 | 에런 무이            |     |     |
| RW                   | 7  | 매슈 레키            | 13′ |     |
| AM                   | 23 | 톰 로기치            |     | 72′ |
| LW                   | 10 | 로비 크루즈          |     | 84′ |
| CF                   | 11 | 앤드루 나부트        |     | 64′ |
| 교체 선수:           |    |                      |     |     |
| FW                   | 9  | 토미 유리치          |     | 64′ |
| MF                   | 22 | 잭슨 어빈            |     | 72′ |
| FW                   | 17 | 대니얼 아르자니      |     | 84′ |
| 감독:                |    |                      |     |     |
| 베르트 판 마르베이크 |    |                      |     |     |

| 최우수 선수: 앙투안 그리즈만 (프랑스) 부심: 니콜라스 타란 (우루과이) 마우리시오 에스피노사 (우루과이) 대기심: 훌리오 바스쿠냔 (칠레) 후보 대기심: 크리스티안 시에만 (칠레) 비디오 판독심: 마우로 비글리아노 (아르헨티나) 보조 비디오 판독심: 게리 바르가스 (볼리비아) 에르난 마이다나 (아르헨티나) 티아구 마르팅스 (포르투갈) |

### 페루 vs 덴마크
두 팀은 한 번도 만난 적이 없다.
요시마르 요툰은 페루가 경기를 시작하자 25야드 떨어진 카스페르 슈마이켈의 미드 리프로 공을 몰아 올려 에디손 플로레스가 바로 바깥쪽 상자에서 한 방을 들어올렸다. 안드레 카리요는 13분에 덴마크 박스 쪽으로 몰려들어 안쪽을 잘라 하단 왼쪽 구석으로 낮게 드라이브를 감았지만, 슈마이켈은 다이빙을 하지 않았다. 덴마크가 주도권을 잡기 시작했지만 27분이 되어서야 골로 슛을 시도했고 토마스 딜레이니는 공을 차 넣었다. 덴마크의 미드필더 빌리암 크비스트는 헤페르손 파르판과 맞붙어 갈비뼈에 계속해서 일격을 가한 후 들것에 실려 나갔고, 크리스티안 쿠에바는 유수프 포울센에 의해 페널티지역에 쓰러졌다. 심판은 비디오 장면을 검토한 후에 그 자리를 가리켰고, 쿠에바는 페루의 상당한 여행객들의 지지를 실망시킬 정도로 열광했다. 다시 시작한 후에 좀 더 모험적인 접근법을 채택하여, 크리스티안 에릭센의 정확한 스로프 볼이 낮은 왼쪽 발 슛으로 점수를 공개함으로써 덴마크는 상을 받았다. 페루는 덴마크 골키퍼인 슈마이켈이 플로르를 부인하기 위해 한 손을 아낄 수 있는 골을 넣자 즉각적으로 동점 골이 거부되었다. 스위스 법원이 14개월간 금지된 약물을 금지하는 조치를 해제한 후에야 경기를 할 수 있었던 대체적인 파올로 게레로.
1998년 준결 경기에서 브라질을 상대로 한 3 – 2 패배를 제외하고는 덴마크는 남미 팀을 상대로 한 월드컵 경기에서 3승을 거두었다.
| 페루 | 0 – 1  | 덴마크     |
| ---- | ------ | ---------- |
|      | 리포트 | 포울센 59′ |

| 페루 | 덴마크 |

| GK              | 1  | 페드로 가예세              |     |     |
| RB              | 17 | 루이스 아드빈쿨라          |     |     |
| CB              | 2  | 알베르토 로드리게스 (주장) |     |     |
| CB              | 15 | 크리스티안 라모스          |     |     |
| LB              | 6  | 미겔 트라우코              |     |     |
| CM              | 13 | 레나토 타피아              | 38′ | 87′ |
| CM              | 19 | 요시마르 요툰              |     |     |
| RW              | 18 | 안드레 카리요              |     |     |
| AM              | 8  | 크리스티안 쿠에바          |     |     |
| LW              | 20 | 에디손 플로레스            |     | 62′ |
| CF              | 10 | 헤페르손 파르판            |     | 85′ |
| 교체 선수:      |    |                            |     |     |
| FW              | 9  | 파올로 게레로              |     | 62′ |
| FW              | 11 | 라울 루이디아스            |     | 85′ |
| MF              | 23 | 페드로 아키노              |     | 87′ |
| 감독:           |    |                            |     |     |
| 리카르도 가레카 |    |                            |     |     |

| GK            | 1  | 카스페르 슈마이켈      |       |     |
| RB            | 14 | 헨리크 달스고르        |       |     |
| CB            | 4  | 시몬 키예르 (주장)     |       |     |
| CB            | 6  | 안드레아스 크리스텐센  |       | 81′ |
| LB            | 17 | 옌스 스트뤼게르 라르센 |       |     |
| CM            | 7  | 빌리암 크비스트        |       | 35′ |
| CM            | 10 | 크리스티안 에릭센      |       |     |
| CM            | 8  | 토마스 딜레이니        | 86′   |     |
| RF            | 20 | 유수프 포울센          | 90+3′ |     |
| CF            | 9  | 니콜라이 예르겐센      |       |     |
| LF            | 23 | 피오네 시스토          |       | 67′ |
| 교체 선수:    |    |                        |       |     |
| MF            | 19 | 라세 쇠네              |       | 35′ |
| FW            | 11 | 마르틴 브레이스웨이트  |       | 67′ |
| DF            | 13 | 마티아스 예르겐센      |       | 81′ |
| 감독:         |    |                        |       |     |
| 오게 하레이데 |    |                        |       |     |

| 최우수 선수: 유수프 포울센 (덴마크) 부심: 장클로드 비루무샤후 (부룬디) 압델하크 에치알리 (알제리) 대기심: 메흐디 아비드 샤레프 (알제리) 후보 대기심: 아누아르 흐밀라 (튀니지) 비디오 판독심: 펠릭스 츠바이어 (독일) 보조 비디오 판독심: 바스티안 당케르트 (독일) 마르크 보르슈 (독일) 다니 마켈리 (네덜란드) |

### 덴마크 vs 오스트레일리아
두팀은 이전의 3경기에서 만났는데, 가장 최근에 2012년에 열린 친선경기에서 덴마크가 2 – 0으로 승리 하였다.
토마스 딜레이니는 오스트레일리아를 상대로 단 2분 만에 피오네 시스토의 크로스를 헤딩하여 빗나갔다. 다른 한쪽 끝에 매슈 레키는 덴마크 수비수 위를 넘어 수비수의 헤딩 골을 넣었지만, 덴마크는 매슈 라이언을 반격했고 니콜라이 예르겐센이 왼쪽으로 골을 성공시켜 크리스티안 에릭센에게 기회를 안겨 주었다. 시스토는 20야드를 가는 드라이브를 쏘았고, 예르겐센은 근거리 헤딩 슛을 쏘아 올렸다. 35분 후에 심판은 VAR에게 자문을 구해 유수프 포울센이 레키의 헤딩을 막는 데 자신의 팔을 사용해 페널티를 인정해 주었다고 밀레 예디나크가 페널티 킥을 성공했다. 포울센은 오스트레일리아 박스 안으로 들어가는 길에 땅바닥에 넘어져 후반전 초반에 자신의 페널티 킥을 찬 적이 있었다. 카스페르 슈마이켈은 레키가 골을 넣어 골을 터뜨리기 전에 계속해서 이어지는 긴 공을 받아 들이지 못 했다. 대니얼 아르자니는 상자 밖에서 온 슈마이켈의 골의 우측 상단 구석으로 날아가는 슛을 위해 에런 무이
를 쏴 올렸다. 앤드루 나부트는 어깨 관절이 탈구되어 경기장을 떠나 토미 유리치에 의해 대체되었다.
가나 다음으로 오스트레일리아는 월드컵 역사상 페널티 킥 지점에서 연속 3골을 넣은 두번째 팀이다. 포울센은 2006년 밀란 두디치가 세르비아를 차지한 이후 처음으로 한 월드컵에서 두번의 페널티를 내준 선수이다. 마크 밀리건은 이 경기에서 85점을 기록했는데, 이는 월드컵 경기에서 오스트레일리아 선수 한명이 세운 기록이다. 포울센이 이전 경기에서 옐로 카드를 받았으므로 다음 경기에서 덴마크를 위해 출전하지 않을 것이다.
| 덴마크    | 1 – 1  | 오스트레일리아          |
| --------- | ------ | ----------------------- |
| 에릭센 7′ | 리포트 | 예디나크 38′ (페널티골) |

| 덴마크 | 오스트레일리아 |

| GK            | 1  | 카스페르 슈마이켈       |     |     |
| RB            | 14 | 헨리크 달스고르         |     |     |
| CB            | 4  | 시몬 키예르 (주장)      |     |     |
| CB            | 6  | 안드레아스 크리스텐센   |     |     |
| LB            | 17 | 옌스 스트뤼게르 라르센  |     |     |
| CM            | 8  | 토마스 딜레이니         |     |     |
| CM            | 19 | 라세 쇠네               |     |     |
| CM            | 10 | 크리스티안 에릭센       |     |     |
| RF            | 20 | 유수프 포울센           | 37′ | 59′ |
| CF            | 9  | 니콜라이 예르겐센       |     | 68′ |
| LF            | 23 | 피오네 시스토           | 84′ |     |
| 교체 선수:    |    |                         |     |     |
| FW            | 11 | 마르틴 브레이스웨이트   |     | 59′ |
| FW            | 21 | 안드레아스 코르넬리우스 |     | 68′ |
| 감독:         |    |                         |     |     |
| 오게 하레이데 |    |                         |     |     |

| GK                   | 1  | 매슈 라이언          |  |     |
| RB                   | 19 | 조시 리즈던          |  |     |
| CB                   | 20 | 트렌트 세인스버리    |  |     |
| CB                   | 5  | 마크 밀리건          |  |     |
| LB                   | 16 | 아지즈 베히치        |  |     |
| CM                   | 15 | 밀레 예디나크 (주장) |  |     |
| CM                   | 13 | 에런 무이            |  |     |
| RW                   | 7  | 매슈 레키            |  |     |
| AM                   | 23 | 톰 로기치            |  | 82′ |
| LW                   | 10 | 로비 크루즈          |  | 68′ |
| CF                   | 11 | 앤드루 나부트        |  | 75′ |
| 교체 선수:           |    |                      |  |     |
| FW                   | 11 | 대니얼 아르자니      |  | 68′ |
| FW                   | 9  | 토미 유리치          |  | 75′ |
| MF                   | 22 | 잭슨 어빈            |  | 82′ |
| 감독:                |    |                      |  |     |
| 베르트 판 마르베이크 |    |                      |  |     |

| 최우수 선수: 크리스티안 에릭센 (덴마크) 부심: 파우 세브리안 데비스 (스페인) 로베르토 디아스 페레스 (스페인) 대기심: 밤락 테세마 웨예사 (에티오피아) 후보 대기심: 후안 카를로스 모라 아라야 (코스타리카) 비디오 판독심: 마크 가이거 (미국) 보조 비디오 판독심: 제이어 머루포 (미국) 조 플레처 (캐나다) 파올로 발레리 (이탈리아) |

### 프랑스 vs 페루
두 팀은 1982년에 친선경기에서 페루가 1 – 0으로 승리하였다.
중간에서 빗나간 요시마르 요툰 라파엘 바란은 페드로 가예세가 헤딩 패스로 그를 발견한 올리비에 지루
가 헤딩 패스로 그를 발견한 후 앙투안 그리즈만을 거부하기 위해 그의 다리를 아끼면서 헤딩 골을 넣지 못 했다. 파올로 게레로는 크리스티안 쿠에바가 그를 상자 안에서 발견하자 마자 위고 요리스에게 바로 총을 쐈다. 폴 포그바는 지루를 그 지역으로 미끄러져 들어가 그의 슛이 크리스티안 라모스 오르나의 굴절을 통해 갈레스 위로 돌아가자, 킬리안 음바페는 6야드 박스 안에서 골을 넣었다. 페드로 아키노은 25야드 떨어진 곳에서 차를 몰아 기둥 바깥쪽을 잘라냈다. 안드레 카리요는 크로스 바 위에서 총을 쏘았고 헤페르손 파르판은 측면 공격을 했다. 게레로는 늦은 프리 킥을 놓쳤고, 프랑스는 16강에서 그들의 위치를 확보했다.
음바페는 19세 183일이라는 월드컵에서 역대 프랑스의 최연소 골 득점 선수가 되었다. 음바페는 1998년 프랑스 월드컵 우승 후 처음으로 결승전에서 골을 넣은 선수다. 페루는 마지막 세 경기에서 월드컵 16강 진출에 실패한 남미 팀 중 두번째로, 다른 하나는 2014년 에콰도르 인이다.
| 프랑스     | 1 – 0  | 페루 |
| ---------- | ------ | ---- |
| 음바페 34′ | 리포트 |      |

| 프랑스 | 페루 |

| GK          | 1  | 위고 요리스 (주장) |     |     |
| RB          | 2  | 뱅자맹 파바르      |     |     |
| CB          | 4  | 라파엘 바란        |     |     |
| CB          | 5  | 사뮈엘 움티티      |     |     |
| LB          | 21 | 루카스 에르난데스  |     |     |
| CM          | 6  | 폴 포그바          | 86′ | 89′ |
| CM          | 13 | 은골로 캉테        |     |     |
| RW          | 10 | 킬리안 음바페      |     | 75′ |
| AM          | 7  | 앙투안 그리즈만    |     | 80′ |
| LW          | 14 | 블레즈 마튀이디    | 16′ |     |
| CF          | 9  | 올리비에 지루      |     |     |
| 교체 선수:  |    |                    |     |     |
| FW          | 11 | 우스만 뎀벨레      |     | 75′ |
| FW          | 18 | 나빌 페키르        |     | 80′ |
| MF          | 15 | 스티븐 은존지      |     | 89′ |
| 감독:       |    |                    |     |     |
| 디디에 데샹 |    |                    |     |     |

| GK              | 1  | 페드로 가예세        |     |     |
| RB              | 17 | 루이스 아드빈쿨라    |     |     |
| CB              | 15 | 크리스티안 라모스    |     |     |
| CB              | 2  | 알베르토 로드리게스  |     | 46′ |
| LB              | 6  | 미겔 트라우코        |     |     |
| CM              | 23 | 페드로 아키노        | 81′ |     |
| CM              | 19 | 요시마르 요툰        |     | 46′ |
| RW              | 18 | 안드레 카리요        |     |     |
| AM              | 8  | 크리스티안 쿠에바    |     | 82′ |
| LW              | 20 | 에디손 플로레스      |     |     |
| CF              | 9  | 파올로 게레로 (주장) | 23′ |     |
| 교체 선수:      |    |                      |     |     |
| FW              | 10 | 헤페르손 파르판      |     | 46′ |
| DF              | 4  | 안데르손 산타마리아  |     | 46′ |
| FW              | 11 | 라울 루이디아스      |     | 82′ |
| 감독:           |    |                      |     |     |
| 리카르도 가레카 |    |                      |     |     |

| 최우수 선수: 킬리안 음바페 (프랑스) 부심: 모하메드 알함마디 (아랍에미리트) 하산 알마흐리 (아랍에미리트) 대기심: 재니 시카즈웨 (잠비아) 후보 대기심: 제르송 두스 산투스 (앙골라) 비디오 판독심: 다니엘레 오르사토 (이탈리아) 보조 비디오 판독심: 압둘라만 알자흐심 (카타르) 탈레브 알마리 (카타르) 시몬 마르치니아크 (폴란드) |

### 덴마크 vs 프랑스
두 팀은 1998년 FIFA 월드컵 조별 리그 외 2경기를 포함해 15경기에서 맞붙었다. 1998년 FIFA 월드컵에서는 프랑스가 2 – 1로 이겼고, 2002년 FIFA 월드컵에서는 덴마크가 2 – 0으로 이겼다.
올리비에 지루와 라파엘 바란은 일찍 골을 성공시켰다. 38분에 앙투안 그리즈만의 공격은 카스페르 슈마이켈에서 바로 일어났다. 스테브 망당다가 숨어 있는 공격수 안드레아스 코르넬리우스 앞에 느슨한 공을 주장하기 전에 회복하기 전에 장거리 크리스티안 에릭센 프리킥을 터뜨렸다. 에릭센은 59분 만에 큰 슛을 성공시켰지만, 프랑스는 그가 그리즈만을 소개한 직후에 나빌 페키르를 드라이브로 측면 공격했다. 페키르는 82분에 슈마이켈을 강제로 정지시켰고 지루는 심판에 의해 뒤늦게 페널티킥을 내주었다.
2018년 FIFA 월드컵에서 처음으로 0 – 0으로 치러진 경기였다. 경기 전 36경기가 치러졌고 이전 26경기 기록을 깨 버렸다.
| 덴마크 | 0 – 0  | 프랑스 |
| ------ | ------ | ------ |
|        | 리포트 |        |

| 덴마크 | 프랑스 |

| GK            | 1  | 카스페르 슈마이켈       |       |       |
| RB            | 14 | 헨리크 달스고르         |       |       |
| CB            | 4  | 시몬 키예르 (주장)      |       |       |
| CB            | 6  | 안드레아스 크리스텐센   |       |       |
| LB            | 17 | 옌스 스트뤼게르 라르센  |       |       |
| CM            | 8  | 토마스 딜레이니         |       | 90+2′ |
| CM            | 13 | 마티아스 예르겐센       | 45+3′ |       |
| CM            | 10 | 크리스티안 에릭센       |       |       |
| RF            | 23 | 피오네 시스토           |       | 60′   |
| CF            | 21 | 안드레아스 코르넬리우스 |       | 75′   |
| LF            | 11 | 마르틴 브레이스웨이트   |       |       |
| 교체 선수:    |    |                         |       |       |
| FW            | 15 | 빅토르 피셰르           |       | 60′   |
| FW            | 12 | 카스페르 돌베르         |       | 75′   |
| MF            | 18 | 루카스 레라게르         |       | 90+2′ |
| 감독:         |    |                         |       |       |
| 오게 하레이데 |    |                         |       |       |

| GK          | 16 | 스테브 망당다      |  |     |
| RB          | 19 | 지브릴 시디베      |  |     |
| CB          | 4  | 라파엘 바란 (주장) |  |     |
| CB          | 3  | 프레스넬 킴펨베    |  |     |
| LB          | 21 | 루카스 에르난데스  |  | 50′ |
| CM          | 13 | 은골로 캉테        |  |     |
| CM          | 15 | 스티븐 은존지      |  |     |
| RW          | 11 | 우스만 뎀벨레      |  | 78′ |
| AM          | 7  | 앙투안 그리즈만    |  | 68′ |
| LW          | 8  | 토마 르마르        |  |     |
| CF          | 9  | 올리비에 지루      |  |     |
| 교체 선수:  |    |                    |  |     |
| DF          | 22 | 뱅자맹 멘디        |  | 50′ |
| FW          | 18 | 나빌 페키르        |  | 68′ |
| FW          | 10 | 킬리안 음바페      |  | 78′ |
| 감독:       |    |                    |  |     |
| 디디에 데샹 |    |                    |  |     |

| 최우수 선수: 은골로 캉테 (프랑스) 부심: 이메르송 지 카르발류 (브라질) 마르셀루 반 가시 (브라질) 대기심: 다니엘레 오르사토 (이탈리아) 후보 대기심: 마우로 토놀리니 (이탈리아) 비디오 판독심: 마우로 비글리아노 (아르헨티나) 보조 비디오 판독심: 위우통 삼파이우 (브라질) 카를로스 아스트로사 (칠레) 티아구 마르팅스 (포르투갈) |

### 오스트레일리아 vs 페루
두팀은 1번도 만난 적이 없다.

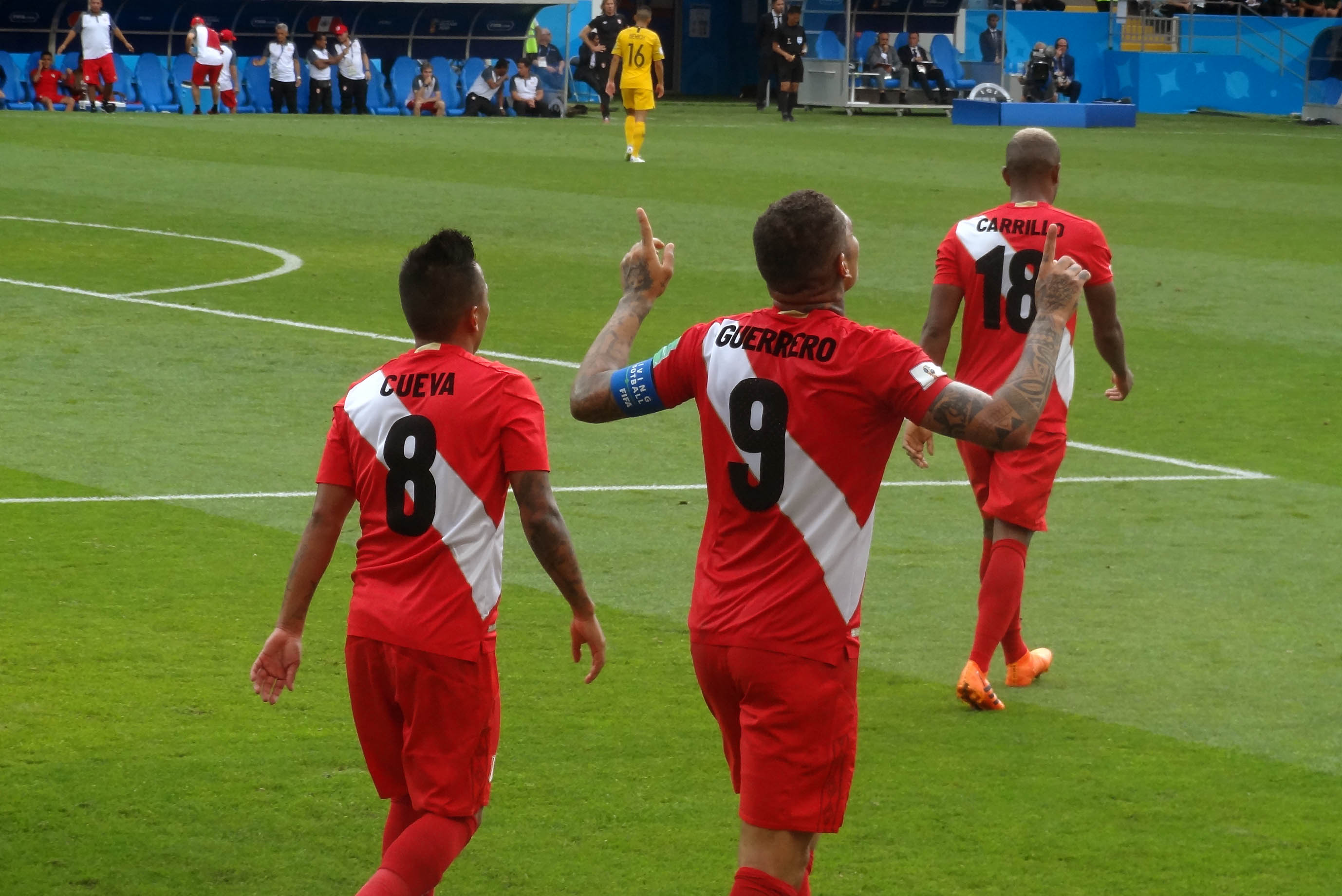
Paolo Guerrero celebrating his goal

밀레 예디나크는 전반 9분 후에 크리스티안 쿠에바에서의 높은 부팅을 위해 예약되었다. 18분에는 파올로 게레로가 페널티 에어리어 안으로 들어갔고, 오른발로 되돌아가 안드레 카리요에게 깊은 크로스를 걸어 예디나크의 다리와 네트의 오른쪽 하단 코너로 발리슛을 시도했다. 톰 로기치은 26분 페널티 지역으로 세명의 수비수를 물리치고, 페드로 가예세의 선방에 막혔다. 그는 매슈 레키가 안데르손 산타마리아였다. 후반전 5분, 게레로가 매슈 라이언의 왼쪽 손을 넘어 네트의 저쪽 구석에 공을 꽂았다. 예디나크의 빠른 헤딩 슛은 가예세와 트렌트 세인스버리가 근거리에서 발사한 반면, 교체 선수 팀 케이힐이 페널티 구역 내에서 발리 슛을 성공시켰다. 에디손 플로레스가 마지막 몇분 동안 박스 가장자리에서 낮은 속력으로 기둥에 충돌했지만, 오프 사이드 깃발이 올라갔다.
카리요는 36년 만에 월드컵에서 득점한 첫번째 페루 선수가 되었다.  그는 1982년 스페인에서 기예르모 라 로사가 폴란드에 5 – 1로 패한 후 205분의 공백을 깼다. 페루는 1978년 이란을 상대로 4 – 1로 승리한 이후 월드컵에서 그들의 첫번째 경기를 이겼다. 34 세와 176 세의 게레로는 월드컵에서 아르헨티나의 마르틴 팔레르모 (36 세, 227 일)와 우루과이 Obdulio Varela (369 일 279 일) 뒤에 세 번째로 나이 많은 남미 선수가되었다. 케이힐은 네개의 다른 월드컵 결승에 출전한 첫번째 오스트레일리아인이 되었다 오스트레일리아는 2010년 FIFA월드컵에서 마지막 메이저 대회 우승 후 세르비아를 2 – 1로 꺾은 적이 없으며, 오스트레일리아는 남미 축구 팀을 이긴 적이 없다. 2006년 브라질에게 0 – 2로 패한 월드컵은 1974년과 2014년 칠레에 0 – 0으로 비겼고 1 – 3으로 패했다.
| 오스트레일리아 | 0 – 2  | 페루                    |
| -------------- | ------ | ----------------------- |
|                | 리포트 | 카리요 18′ · 게레로 50′ |

| 오스트레일리아 | 페루 |

| GK                   | 1  | 매슈 라이언          |     |     |
| RB                   | 19 | 조시 리즈던          |     |     |
| CB                   | 20 | 트렌트 세인스버리    |     |     |
| CB                   | 5  | 마크 밀리건          | 88′ |     |
| LB                   | 16 | 아지즈 베히치        |     |     |
| CM                   | 15 | 밀레 예디나크 (주장) | 10′ |     |
| CM                   | 13 | 에런 무이            |     |     |
| RW                   | 7  | 매슈 레키            |     |     |
| AM                   | 23 | 톰 로기치            | 66′ | 72′ |
| LW                   | 10 | 로비 크루즈          |     | 58′ |
| CF                   | 9  | 토미 유리치          |     | 53′ |
| 교체 선수:           |    |                      |     |     |
| FW                   | 4  | 팀 케이힐            |     | 53′ |
| MF                   | 17 | 대니얼 아르자니      | 60′ | 58′ |
| MF                   | 22 | 잭슨 어빈            |     | 72′ |
| 감독:                |    |                      |     |     |
| 베르트 판 마르베이크 |    |                      |     |     |

| GK              | 1  | 페드로 가예세        |     |     |
| RB              | 17 | 루이스 아드빈쿨라    |     |     |
| CB              | 15 | 크리스티안 라모스    |     |     |
| CB              | 4  | 안데르손 산타마리아  |     |     |
| LB              | 6  | 미겔 트라우코        |     |     |
| CM              | 13 | 레나토 타피아        |     | 63′ |
| CM              | 19 | 요시마르 요툰        | 45′ | 46′ |
| RW              | 18 | 안드레 카리요        |     | 79′ |
| AM              | 8  | 크리스티안 쿠에바    |     |     |
| LW              | 20 | 에디손 플로레스      |     |     |
| CF              | 9  | 파올로 게레로 (주장) |     |     |
| 교체 선수:      |    |                      |     |     |
| MF              | 23 | 페드로 아키노        |     | 46′ |
| MF              | 7  | 파올로 우르타도      | 79′ | 63′ |
| MF              | 16 | 윌데르 카르타헤나    |     | 79′ |
| 감독:           |    |                      |     |     |
| 리카르도 가레카 |    |                      |     |     |

| 최우수 선수: 안드레 카리요 (페루) 부심: 안톤 아베리아노프 (러시아) 티혼 칼루긴 (러시아) 대기심: 사토 류지 (일본) 후보 대기심: 사가라 도루 (일본) 비디오 판독심: 다니 마켈리 (네덜란드) 보조 비디오 판독심: 제이어 머루포 (미국) 마르크 보르슈 (독일) 바스티안 당케르트 (독일) |

## 경고 기록
페어플레이 점수는 양팀의 승점, 골득실차, 득점이 동률을 이룰 때 적용되며, 경고와 퇴장 기록을 기준으로 다음과 같이 계산한다.
- 첫번째 경고: 1점 감점;
- 경고 누적으로 인한 퇴장: 3점 감점;
- 즉각 퇴장: 4점 감점;
- 경고 후 즉각 퇴장: 5점 감점;

| 팀             | 1번 경기    | 1번 경기                      | 1번 경기 | 1번 경기               | 2번 경기    | 2번 경기                      | 2번 경기 | 2번 경기               | 3번 경기    | 3번 경기                      | 3번 경기 | 3번 경기               | 합계 |
| 팀             | Yellow card | Yellow card · Yellow-red card | Red card | Yellow card · Red card | Yellow card | Yellow card · Yellow-red card | Red card | Yellow card · Red card | Yellow card | Yellow card · Yellow-red card | Red card | Yellow card · Red card | 합계 |
| -------------- | ----------- | ----------------------------- | -------- | ---------------------- | ----------- | ----------------------------- | -------- | ---------------------- | ----------- | ----------------------------- | -------- | ---------------------- | ---- |
| 프랑스         | 1           | 0                             | 0        | 0                      | 2           | 0                             | 0        | 0                      | 0           | 0                             | 0        | 0                      | −3   |
| 덴마크         | 2           | 0                             | 0        | 0                      | 2           | 0                             | 0        | 0                      | 1           | 0                             | 0        | 0                      | −5   |
| 페루           | 1           | 0                             | 0        | 0                      | 2           | 0                             | 0        | 0                      | 2           | 0                             | 0        | 0                      | −5   |
| 오스트레일리아 | 3           | 0                             | 0        | 0                      | 0           | 0                             | 0        | 0                      | 4           | 0                             | 0        | 0                      | −7   |